# Laticoleus alaris
Laticoleus alaris là một loài tò vò trong họ Ichneumonidae.